# WrestleMania 2000
WrestleMania 2000 – 16. edycja sztandarowej gali wrestlingu federacji World Wrestling Federation (WWF) – WrestleManii, która miała miejsce w dniu 2 kwietnia 2000 w hali Arrowhead Pond of Anaheim w mieście Anaheim w Kalifornii.
Walką wieczoru było starcie w Fatal four-way elimination matchu o mistrzostwo WWF Championship pomiędzy Triple H’em, The Rock, Mickiem Foleyem i The Big Showem. W pozostałych walkach o różne mistrzostwa federacji WWF: 1) Hardcore Holly zwyciężył w Hardcore battle royal matchu zostając Hardcore championem; 2) Edge i Christian pokonali The Dudley Boyz (Bubbę Raya i D-Vona) oraz The Hardy Boyz (Matta i Jeffa Hardy) w Triangle ladder matchu o WWF Tag Team Championship; 3) W walce o dwa mistrzostwa – WWF Intercontinental Championship i WWF European Championship zwyciężyli Chris Benoit (WWF Intercontinental Champion) i Chris Jericho (WWF European Champion), którzy odebrali oba tytuły Kurtowi Angle.

## Przebieg gali

### Najważniejsze wydarzenia i walki
Przed rozpoczęciem poszczególnych walk Hymn Stanów Zjednoczonych Ameryki zaśpiewała Lilian Garcia.
W walce wieczoru – Four-way elimination matchu o WWF Championship zmierzyli się Triple H (mistrz przed walką), The Rock, Mick Foley i The Big Show. Początkowo walkę zdominował Big Show, który szybko obalił Rocka i Triple H’a. Później The Rock uderzył Big Showa stalowym krzesłem po czym przypiął go i wyeliminował z dalszej rywalizacji. Kolejno The Rock i Foley skupili się we wspólnej walce przeciwko Triple H’owi a następnie Triple H i Foley skupili swoje siły przeciwko Rockowi. Następnie Triple H wykonał na Foleyu Pedigree i próbował go przypiąć ale ten odbił łopatki od podłoża ringu, po czym kolejno Triple H uderzył Foleya stalowym krzesłem i przypinając, wyeliminował go z dalszej rywalizacji. Dalej w trakcie walki interwieniował Vince McMahon, który atakował Triple H’a, jednak do walki włączył się Shane McMahon, który odciągnął ojca od swojego szwagra. Pod koniec walki gdy Vince powrócił do ringu by zaatakować krzesłem Triple H’a, zmienił swe zamiary i zamiast Huntera zaatakował dwukrotnie The Rocka po czym Triple H przypiął go broniąc tytułu wystawionego na szali tego pojedynku. Po starciu The Rock wykonał Rock Bottom zarówno Shane’owi, Vince’owi jak i Stephanie, przy czym Stephanie otrzymała jeszcze People’s Elbow na zakończenie show.
Innym ważnym starciem była walka Triangle ladder match o WWF Tag Team Championship pomiędzy drużynami Edge i Christian, The Dudley Boyz (Bubba Ray Dudley i D-Von Dudley) i The Hardy Boyz (Matt i Jeff Hardy). Walka ta obfitowała w ciągłe akcje wysokiego ryzyka. W trakcie walki The Dudley Boyz ustawili kilka stołów w ringu gdzie następnie rzucali na nie swoich przeciwników (Jeffa, a następnie Matta). Pod koniec walki Edge, Christian i Matt Hardy wspięli się na połączone drabiny by ściągnąć zawieszone nad ringiem pasy mistrzowskie. Matt Hardy został zrzucony z drabiny przez drużynę Edge i Christian na stół po czym obaj zawodnicy zebrali tytuły mistrzowskie kończąc starcie.
Jeszcze jednym ważnym starciem był pojedynek o dwa mistrzostwa (WWF Intercontinental Championship i WWF European Championship) postawione na szali przez Amerykanina Kurta Angle przeciwko dwóm Kanadyjczykom – Chrisowi Benoit i Chrisowi Jericho. Pierwszy mecz o tytuł interkontynentalny stanowił ciągłą wymianę przypięć i kolejnych kontrataków zawodników na siebie, potem przewagę uzyskał Kurt Angle, który założył Jericho chwyt chicken wing jednak poddanie zostało przerwane przez Benoit. Ostatecznie mistrzostwo interkontynentalne przypadło Chrisowi Benoit, który wykonał headbutt na Jericho po czym przypiął go. Drugi mecz o WWF European Championship nie był tak długi jak poprzedni. Najpierw Jericho wykonał dwa rzuty powerbomb na Kurcie Angle a następnie Benoit wykonał na Jericho potrójny rzut german suplex po czym przeszedł do swojego markowego poddania Crippler Crossface na Jericho, jednak próba ta została przerwana. Kolejno Benoit wszedł na narożnik by wykonać flying headbutt na leżącym na macie Kurcie Angle, jednak został z niego zrzucony przez Jericho, który następnie wykonał na Chrisie Benoit springboard moonsault z lin po czym przypiął go zdobywając mistrzostwo Europy. Walka o oba mistrzostwa zakończyła się utratą tych tytułów przez Kurta Angle na rzecz obu Kanadyjczyków.

### Rezultaty walk
| Lp.                                      | Walka | Stypulacja                                                                                   | Czas  |
| ---------------------------------------- | --- | -------------------------------------------------------------------------------------------- | ----- |
| 1                                        | Big Boss Man i Bull Buchanan pokonali The Godfathera i D’Lo Browna (z Ice’em-T) | Tag team match                                                                               | 9:02  |
| 2                                        | Hardcore Holly zwyciężył eliminując jako ostatniego Crasha Holly (c) | Hardcore battle royal o WWF Hardcore Championship                                            | 15:00 |
| 3                                        | T&A (Test i Albert) (wraz z Trish Stratus) pokonali Head Cheese (Al Snow i Steve Blackman) (wraz z Chesterem McCheesertonem) | Tag team match                                                                               | 7:03  |
| 4                                        | Edge i Christian pokonali The Dudley Boyz (Bubba Ray Dudley i D-Von Dudley) (c) i The Hardy Boyz (Matt Hardy i Jeff Hardy) | Triangle ladder match o WWF Tag Team Championship                                            | 22:30 |
| 5                                        | Terri Runnels (wraz z The Fabulous Moolah) pokonała The Kat (wraz z Mae Young) | Catfight z Valem Venisem jako sędzią specjalnym pojedynku                                    | 2:26  |
| 6                                        | Chyna i Too Cool (Grand Master Sexay i Scotty 2 Hotty) pokonali The Radicalz (Perry Saturn, Dean Malenko i Eddie Guerrero) | Six-person tag team intergender match                                                        | 9:37  |
| 7                                        | Chris Benoit pokonał Chrisa Jericho (przypięcie) i Kurta Angle (c) (pierwsza walka o WWF Intercontinental Championship) Chris Jericho pokonał Chrisa Benoit (przypięcie) i Kurta Angle (c) (druga walka o WWF European Championship) | Two-fall Triple threat match o WWF Intercontinental Championship i WWF European Championship | 13:36 |
| 8                                        | Kane i Rikishi (wraz z Paulem Bearerem) pokonali D-Generation X (X-Pac i Road Dogg) (wraz z Tori) | Tag team match                                                                               | 4:14  |
| 9                                        | Triple H (c) (wraz z Stephanie McMahon-Helmsley) pokonał The Rocka (wraz z Mr. McMahonem), Micka Foleya (wraz z Lindą McMahon) i Big Showa (z Shane’em McMahonem)                                                                    | Fatal 4-Way elimination match o WWF Championship                                             | 36:24 |
| (c) – mistrz(owie)/mistrzyni przed walką | |                                                                                              |       |

| 1  | Tazz           | Przypiął Crasha Holly po capture suplexie                         | 00:26 |
| 2  | Viscera        | Przypiął Tazza po powerslamie                                     | 01:00 |
| 3  | Funaki         | Przypiął Viscerę po flying shoulderblocku od Bradshawa            | 07:51 |
| 4  | Rodney         | Przypiął Funakiego po tym jak rzucił go w ścianę na zapleczu hali | 08:11 |
| 5  | Joey Abs       | Przypiął Rodneya po gutwrench suplexie                            | 08:24 |
| 6  | Thrasher       | Przypiął Joeya Absa po clotheslinie                               | 08:46 |
| 7  | Pete Gas       | Przypiął Thrashera po tym jak uderzył go gaśnicą                  | 09:29 |
| 8  | Tazz           | Przypiął Pete’a Gasa po T-Bone suplexie                           | 10:17 |
| 9  | Crash Holly    | Przypiął Tazza po tym jak uderzył go blachą do pieczenia          | 14:20 |
| 10 | Hardcore Holly | Przypiął Crasha Holly po tym jak uderzył go słoikiem na słodycze  | 15:00 |

| Eliminacje w Fatal four-way matchu | Eliminacje w Fatal four-way matchu | Eliminacje w Fatal four-way matchu | Eliminacje w Fatal four-way matchu                                           | Eliminacje w Fatal four-way matchu | Eliminacje w Fatal four-way matchu |
| Kolejność eliminacji               | Wrestler                           | Wyeliminowany przez                | Ruch eliminujący                                                             | Czas                               |                                    |
| ---------------------------------- | ---------------------------------- | ---------------------------------- | ---------------------------------------------------------------------------- | ---------------------------------- | ---------------------------------- |
| 1                                  | Big Show                           | The Rocka                          | Przypięty po Rock Bottom                                                     | 04:50                              |                                    |
| 2                                  | Mick Foley                         | Triple H’a                         | Przypięty po Pedigree na stalowe krzesło                                     | 19:40                              |                                    |
| 3                                  | The Rock                           | Triple H’a                         | Przypięty po dwóch uderzeniach stalowym krzesłem w głowę od Vince’a McMahona | 36:24                              |                                    |

### Odbiór gali
Gala spotkała się z mieszanymi ocenami. John Powell z Canadian Online Explorer określił widowisko „fiaskiem” oraz skomentował galę w następujący sposób: „Miało to być największe wydarzenie roku w rozrywce sportowej. Miało to być najlepsze wydarzenie, jakie WWF miało do zaoferowania. Nie było... WrestleMania 2000 z The Pond w Anaheim w Kalifornii przejdzie do historii jako jedna z najgorszych WrestleManii, jaką WWF wyprodukowała w swojej 15-letniej historii transmisji tego sztandarowego spektaklu... Jedynym pojedynkiem jeden na jednego była absurdalna walka „catfight” pomiędzy Terri i The Kat. Inne pojedynki WrestleManii odznaczały się ciągłym zwlekaniem wrestlerów w takiej czy innej formie, np. gdy wrestlerzy leżeli przez dłuższy czas lub angażowali się w nieistotne bójki na zewnątrz ringu aby publiczność mogła skierować swoją uwagę na innych uczestników. Takie podejście sprawiło, że wiele gwiazd WWF wyglądało na głupców podczas utrzymywania chwytów na przeciwnikach dłużej niż to było konieczne... Jak na ironię, pierwszy w historii całodniowy pre-show podsumowujący historię WrestleManii przez osiem godzin przed premierowym wydarzeniem wrestlingowym był lepszy niż sama karta [w tej edycji WrestleManii]”. Powell ocenił całą galę 3 na 10 gwiazdek. Walka wieczoru pomiędzy Triple H’em, Mickiem Foleyem, The Big Showem i The Rockiem o WWF Championship otrzymała ocenę 4 na 10 gwiazdek. Najlepszą notę zebrały dwie walki: Two-fall triple threat match o WWF Intercontinental Championship i WWF European Championship pomiędzy Kurtem Angle, Chrisem Jericho i Chrisem Benoit oraz Triangle Ladder match o WWF Tag Team Championship pomiędzy The Dudley Boyz, The Hardy Boyz oraz Edge’em i Christianem – 8 na 10 gwiazdek. Starciu catfight pomiędzy Terri i The Kat nie przyznano żadnej oceny (0 na 10 gwiazdek).
Irish Film Classification Office (pl. Irlandzkie Biuro ds. Klasyfikacji Filmów) – organizacja zajmująca się klasyfikowaniem filmów i programów telewizyjnych w Irlandii zakazała publikacji wideo z wydarzenia na terenie Irlandii, ze względu na użycie realistycznej broni, w tym metalowych krzeseł, drewna owiniętego drutem kolczastym, shinai i młotów kowalskich.